# Rosales (Córdova)
Rosales é um município da província de Córdova, na Argentina.